# Lola corre
Lola corre (Lola rennt) è un film del 1998 scritto e diretto da Tom Tykwer, interpretato da Franka Potente e Moritz Bleibtreu.
È divenuto uno dei film simbolo del cinema tedesco moderno post-muro, insieme alle altre opere del regista Tykwer e a quelle di autori come Dani Levy, Oliver Hirschbiegel, Wolfgang Becker e Dennis Gansel, un periodo di rinascita dopo il lungo periodo di stagnazione culturale e di produzione che perdurava dalla fine del Nuovo cinema tedesco negli anni 1980, in seguito all'emigrazione negli Stati Uniti degli autori che ne facevano parte e alla morte del maggiore esponente, Rainer Werner Fassbinder.

## Trama

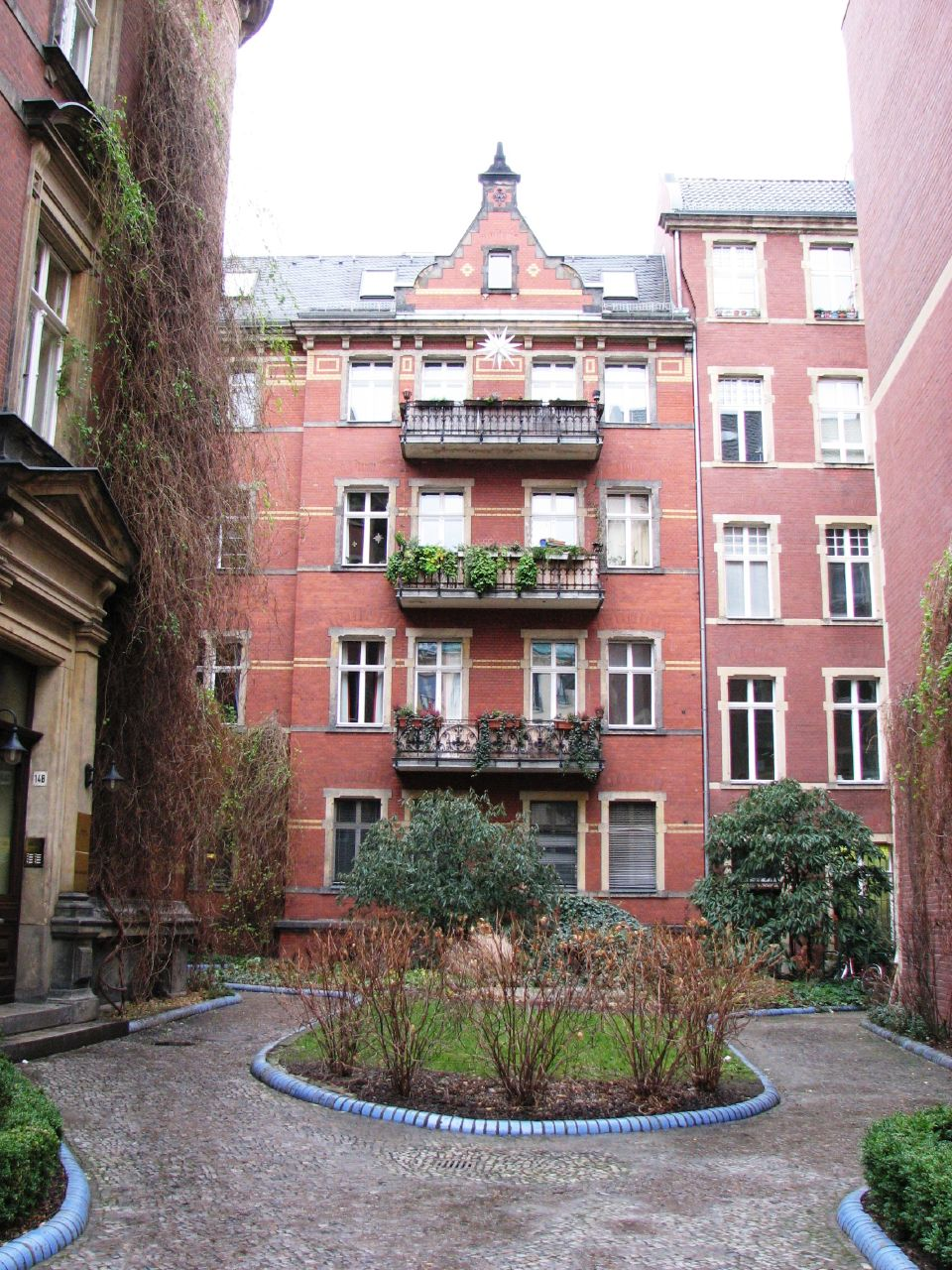
Il palazzo in Albrechtstraße dove vive Lola, nel quartiere berlinese Mitte

Lola, una giovane berlinese, riceve una telefonata frenetica da Manni, il suo ragazzo, un portaborse responsabile della consegna di 100.000 marchi tedeschi, che la chiama da una cabina. Manni si è messo nei guai con Ronnie, un capo criminale per il quale lavora come corriere raccogliendo i soldi dai malavitosi alle sue dipendenze. Ronnie gli ha affidato il compito di portare delle pietre preziose da un ricettatore, che in cambio gli ha consegnato 100.000 marchi, ma Lola non si è presentata al punto d'incontro per passare a prenderlo. Per raggiungere Ronnie e consegnargli i soldi l'uomo ha quindi preso la metropolitana, ma ha poi dimenticato la sacca con i soldi sulla vettura. Manni, che la chiama dal luogo di consegna prefissato con Ronnie, che arriverà entro venti minuti, sa che se si presenterà all'incontro senza il denaro verrà ucciso. Manni vuole rapinare un supermercato vicino per restituire i soldi ma Lola lo implora di aspettarla e decide di chiedere aiuto a suo padre, un direttore di banca.
Lola corre giù per le scale del suo condominio e incontra un uomo col cane, iniziando a correre per le strade di Berlino e scontrandosi con i passanti. Ogni volta che li incontra si scopre qualcosa sulla loro storia come una sequenza di flash-back o di flash-forward. Alla fine raggiunge il padre, direttore di una filiale della Deutsche Transfer Bank. In banca, suo padre sta conversando con la sua amante, che lo informa che è incinta. Quando Lola arriva, la sua conversazione con suo padre si trasforma in una discussione. Lui non le dà i soldi e al contrario le dice che sta lasciando sua madre e che Lola non è la sua figlia biologica. Lola corre incontro a Manni, ma arriva troppo tardi e lo vede entrare al supermercato con una pistola. Lo aiuta a derubare il supermercato di 100.000 marchi, ma uscendo si trovano circondati dalla polizia. Arrendendosi, Manni lancia il sacco di soldi in aria, che spaventa un agente di polizia che spara accidentalmente a Lola. Colpita a morte, Lola giace agonizzante sulla strada, quando con un filo di voce afferma: "Non voglio andarmene".
Gli eventi ricominciano dal momento in cui Lola esce di casa. Questa volta inciampa sull'uomo con il cane e ora corre zoppicando e la cosa le fa perdere tempo. Incontra quindi tutti i passanti della prima volta, ma con uno scarto di qualche frazione di secondo, che è sufficiente a dare alla vicenda uno svolgimento del tutto differente. Il suo arrivo in banca viene quindi ritardato, consentendo all'amante di suo padre di aggiungere che il padre di Lola non è in realtà il padre del suo bambino che deve nascere. Una furiosa Lola ascolta la conversazione, afferra la pistola di una guardia di sicurezza, tiene in ostaggio suo padre e rapina la banca di 100.000 marchi. Quando la polizia la scambia per un passante, è in grado di andarsene e incontrare Manni in tempo, ma questo viene investito da un'ambulanza proprio mentre la sua fidanzata gli stava per portare il denaro.
Al secondo game over la vicenda riprende dall'inizio, con uno sviluppo ancora una volta leggermente diverso. Questa volta, Lola salta sopra l'uomo e il suo cane, arrivando in banca prima ma senza provocare un incidente d'auto (come ha fatto le prime due volte) ad un uomo che si rivela essere un collega del padre, che va a prenderlo prima che Lola arrivi. Lola quindi vaga senza meta prima di entrare in un casinò, dove consegna tutti i soldi che ha e gioca alla roulette con una singola fiche da 100 marchi. Lo scommette sul numero 20, che vince. La roulette paga 35 a 1, quindi vince 3.500 punti in più, che aggiunge immediatamente alla sua fiche originale su 20. Se ne va con una borsa contenente 129.600 marchi e corre dove Manni incontrerà il suo capo. Nel frattempo, Manni vede il senzatetto della metropolitana che passa in bicicletta con la borsa dei soldi. Manni ruba indietro la borsa sotto la minaccia delle armi, dando in cambio all'uomo la sua pistola. Lola arriva per assistere Manni che consegna i soldi al suo capo. Manni si unisce a Lola, scarmigliata e sudata.
Mentre camminano, Manni le chiede casualmente cosa c'è nella sua borsa.

## Produzione
Nel 1994 Tom Tykwer diede vita, insieme a Dani Levy, Wolfgang Becker e al produttore Stefan Arndt, a una nuova casa di produzione, la X-Filme Creative Pool. Nel 1997, malgrado la costante produzione di film d'autore, la X-Filme rischiò la bancarotta; il successo internazionale di Lola corre, girato in soli due mesi (giugno e luglio 1997), con un budget di circa 3.500.000 di marchi tedeschi (poco più di un milione e settecentomila euro), divenuto il film-simbolo del cinema tedesco moderno, salvò l'azienda dal fallimento.

### Location
L'intero film è stato girato nella città di Berlino, quasi completamente nel quartiere Mitte, in Behrenstraße, alla St-Hedwigs-Kathedrale, in Friedrichstraße e in Gendarmenmarkt, nonché sulla Oberbaumbrücke, lo storico ponte che unisce i quartieri di Friedrichshain e Kreuzberg, e nel quartiere Charlottenburg, in Wilmersdorfer Straße.

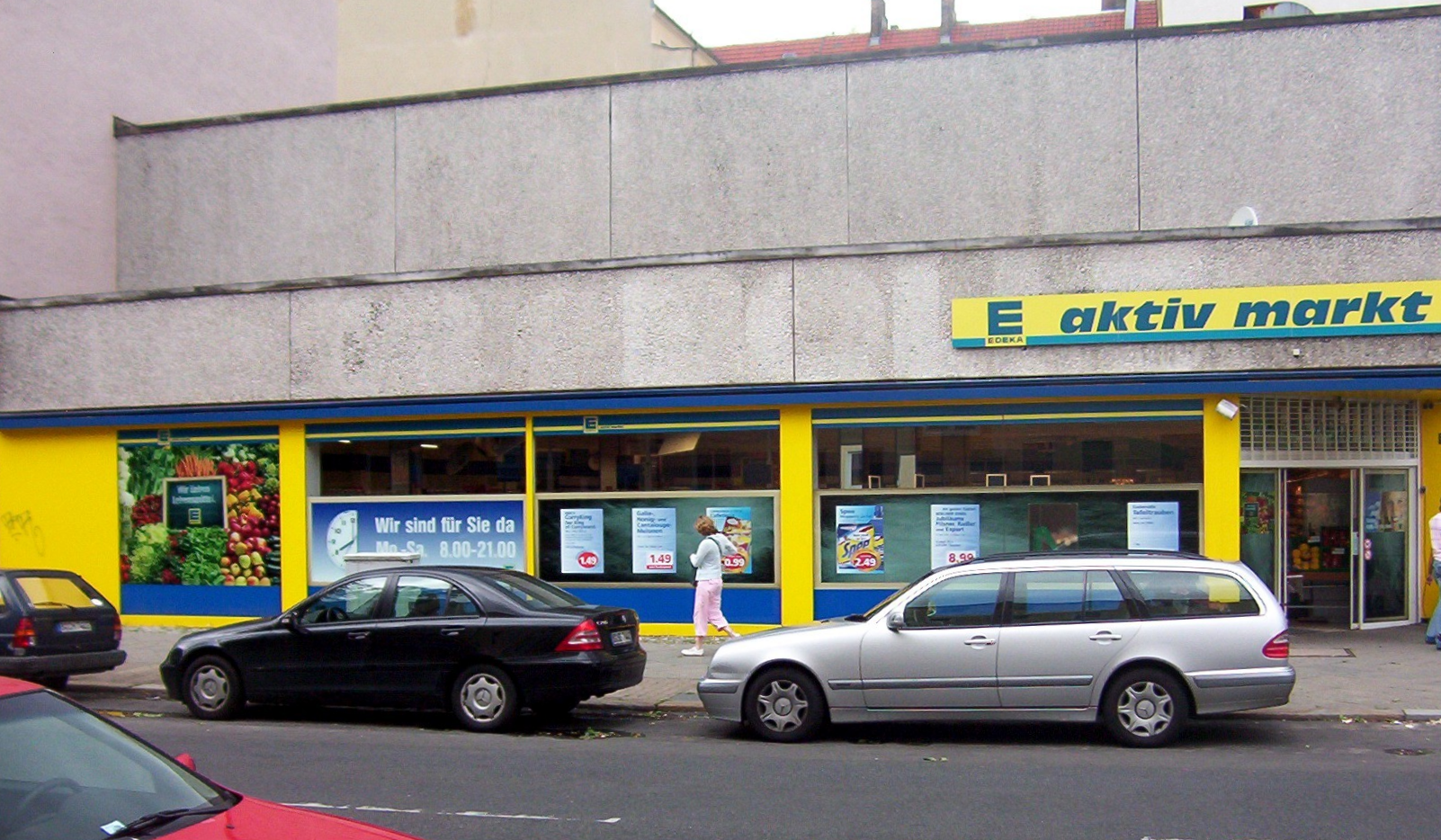
Il supermercato in Osnabrücker Straße dove Lola e Manni tentano la rapina

- L'appartamento di Lola - Il palazzo è situato al civico 13-14 di Albrechtstraße, quartiere Mitte, vicino alla stazione ferroviaria di Friedrichstraße.
- Il cavalcavia sui binari della U-Bahn è all'angolo nord tra Falckensteinstraße e Oberbaumstraße.
- Ponte - Oberbaumbrücke
- Stazione U-Bahn in mezzo alla strada - Lola appare da Jägerstraße, attraversa la strada e volta l'angolo in Französische Straße. Si tratta dell'ingresso sud della stazione Französische Straße della linea U6. L'ingresso attuale è sulla Friedrichstraße.
- L'incontro con le monache - Estremità settentrionale della Mauerstraße.
- L'incontro con il ciclista - Sud di Mauerstraße. Il ciclista esce dalla Französische Straße.
- Deutsche Bank Transfer - La banca si trova all'angolo tra Behrenstraße e Hedwigskirchgasse, vicino allo Staatsoper Unter den Linden, il teatro dell'opera. L'entrata si trova al 37 di Behrenstraße.
- La piazza pavimentata a quadrati - Gendarmenmarkt, davanti al Konzerthaus.
- Il supermercato - Il supermercato si trova all'angolo tra Osnabrücker Straße e Tauroggener Straße.
- L'incontro con il camion - L'angolo tra la Hinter dem Gießhaus e Unter den Linden, di fronte al Deutsches Historisches Museum.
- Il casinò - L'esterno del casinò si trova su Unter den Linden, di fronte al Deutsches Historisches Museum.
- Lola viene colpita dal poliziotto - Estremità settentrionale della Cuvrystraße, quartiere Kreuzberg.
- Manni viene arrestato - Stazione U-Bahn Deutsche Oper Berlin.
- Il garage del signor Meier - Civico 23-24 di Wallstraße.
- L'ambulanza e il vetro - L'intersezione di Buchholzer Straße e Greifenhagener Straße. Lola e l'ambulanza percorrono Greifenhagener Straße.
- L'incidente tra le auto e lo scooter - Incrocio tra Hussitenstraße e Max-Ulrich-Straße.
- Il punto d'incontro con Manni - Poco dopo Strausberger Platz, lungo la Karl-Marx-Allee in direzione est. Nel film la Fernsehturm, punto di riferimento ben visibile dal luogo delle riprese, è oscurata dagli alberi.

## Colonna sonora
(Tom Tykwer)
Composta dallo stesso Tom Tykwer insieme ai musicisti Johnny Klimek e Reinhold Heil, con i quali aveva già lavorato per le musiche di Sognatori d'inverno (1997), la colonna sonora di Lola corre è il risultato dell'unione dei tre stili totalmente diversi dei compositori (new wave tedesca, musica da film classici e techno).

### Album
I brani originali della colonna sonora sono stati pubblicati nell'album Run Lola Run: Original Motion Picture Soundtrack, prodotto dalla TVT Records nel 1999.

#### Tracce
1. Believe - Franka Potente - 4:54
2. Introduction - Tom Tykwer, Johnny Klimek, Reinhold Heil - 5:44
3. Running One - Tom Tykwer, Johnny Klimek, Reinhold Heil - 5:32
4. Supermarket - Tom Tykwer, Johnny Klimek, Reinhold Heil - 4:40
5. Running Two - Tom Tykwer, Johnny Klimek, Reinhold Heil - 4:13
6. Running Three - Tom Tykwer, Johnny Klimek, Reinhold Heil - 4:55
7. Casino - Tom Tykwer, Johnny Klimek, Reinhold Heil - 7:12
8. Somebody Has To Pay - Susie Van Der Meer - 3:24
9. Wish (Komm Zu Mir) - Franka Potente e Thomas D - 4:08
10. Introduction-Remix - Sun Electric - 4:58
11. Supermarket-(Super Clemek Remix) - Clemek Feat. Cle - 5:28
12. Running One-(Large Remix) - Lee Spencer & Johnny Klimek - 4:42
13. Running Two (Remix) - Operation Phoenix - 4:09
14. Casino (Solid State Remix) - Tommi Eckart - 5:43
15. Wish (Big) - Franka Potente e Thomas D - 3:53
16. Rock Me - Pills - 3:35

## Promozione

### Tagline
- (DE) «Jeden Tag, jede Sekunde triffst Du eine Entscheidung, die Dein Leben verändern kann.»
(IT) «Ogni giorno, ogni secondo dovete prendere una decisione che può cambiare la vostra vita»
- (DE) «Es sind die kurzen Augenblicke, die über Leben oder Tod entscheiden können...»
(IT) «Ci sono brevi istanti che possono fare la differenza tra la vita e la morte...»

Solo nei paesi anglofoni:
- (EN) «Fast cash, crazy fate and true love.»
(IT) «Soldi veloci, destino pazzo e vero amore.»

## Distribuzione

### Date di uscita
- Germania: Lola rennt, 20 agosto 1998
- Svizzera tedesca: Lola rennt, 11 settembre 1998
- Austria: Lola rennt, 25 settembre 1998
- Italia: Lola corre, 2 ottobre 1998
- Rep. Ceca: Lola bezí o zivot, 11 febbraio 1999
- Paesi Bassi: Lola rennt, 18 febbraio 1999
- Norvegia: Løp, Lola, løp, 26 marzo 1999
- Svizzera romanda: Cours, Lola, cours, 31 marzo 1999
- Belgio: Cours, Lola, cours, 7 aprile 1999
- Francia: Cours, Lola, cours, 7 aprile 1999
- Estonia: 12 aprile 1999
- Corea del Sud: 롤라 런, 24 aprile 1999
- Canada: Run Lola Run, 1º giugno 1999
- Danimarca: Lola, 4 giugno 1999
- Stati Uniti: Run Lola Run, 18 giugno 1999
- Svezia: Lola springer, 2 luglio 1999
- Giappone: ラン・ローラ・ラン, 10 luglio 1999
- Polonia: Biegnij Lola, biegnij, 16 luglio 1999

- Argentina: Corre, Lola, corre, 29 luglio 1999
- Taiwan: 4 settembre 1999
- Australia: Run, Lola, Run, 21 ottobre 1999
- Israele: ראן לולה ראן (Run Lola run), 21 ottobre[1999
- Islanda: 22 ottobre 1999
- Regno Unito: Run Lola Run, 22 ottobre 1999
- Finlandia: Juokse, Lola!, 29 ottobre 1999
- Brasile: Corra, Lola, Corra, 12 novembre 1999
- Portogallo: Corre, Lola, Corre, 12 novembre 1999
- Singapore: 25 novembre 1999
- Nuova Zelanda: 6 aprile 2000
- Ungheria: A lé meg a Lola, 25 maggio 2000
- Indonesia: 18 novembre 2000
- India: रन लोला रन (Run Lola run), 9 febbraio 2001
- Malaysia: Run Lola Run, 18 ottobre 2001
- Turchia: Kos Lola, 31 maggio 2002
- Grecia: Trexe, Lola, trexe 26 marzo 1999
- Serbia: Trci Lola, trci

## Accoglienza

### Incassi
Girato con un budget di circa 3.500.000 di marchi tedeschi (poco più di un milione e settecentomila euro), incassò 7.267.585 dollari solo negli Stati Uniti d'America, dopo un contenuto weekend di uscita su 12 schermi con un guadagno di appena 123.643 dollari, restando sugli schermi statunitensi per 31 settimane, dal 18 giugno 1999 al 23 gennaio 2000, per un totale di 1.420.672 di biglietti venduti, poco più del 1.815.983 di biglietti venduti nella patria Germania con un guadagno di circa 12 milioni di dollari, al quale si aggiunge un ritorno sui grandi schermi tedeschi nel dicembre del 2001 per un totale di 2.257.651 di biglietti venduti.

### Critica
La critica italiana bocciò la pellicola ritenendola quasi all'unanimità un divertente «lungo videoclip di MTV», riconoscendo come unica concessione il danno inflitto alla considerazione del film – parere della critica – dall'aver partecipato nel 1998 alla 55ª Mostra internazionale d'arte cinematografica di Venezia.
Tra i più rigidi il critico cinematografico Alberto Crespi, che ha in più occasioni definito Lola corre come «uno dei film più sopravvalutati degli ultimi dieci anni».
(Alberto Crespi, l'Unità)
(Marco Balbi, Ciak)
(Irene Bignardi, la Repubblica)
Rimproverando un'eccessiva freddezza e imperturbabilità dei personaggi, gran parte della critica statunitense comunque loda per tecnica e contenuto Lola corre, un film indipendente venuto dal "vecchio mondo" al quale il celebre critico cinematografico Roger Ebert assegna 3 stelle definendolo «un esercizio di energia cinetica, [...] un film su se stesso, un circolo chiuso di stile» che «in 81 minuti [...] ciò che fa lo fa allegramente, con grande energia, e molto bene».
Janet Maslin, del The New York Times, scrisse che Tykwer «fondendo trucchi visivi fulminei, instancabilmente spostando gli stili e le possibilità arbitrarie della narrazione interattiva, [...] fa di Lola corre un film sufficientemente impetuoso, veloce e post-umano, [...] uno spettacolo di fuochi d'artificio di creatività che è quasi l'aspetto più notevole del film».
Peter Stack, del San Francisco Chronicle, intitolò la sua critica semplicemente «See Lola Run» («Vedete Lola corre»), sottotitolando «Un film tedesco affascinante che non va abbastanza lontano», accusando il film di essere «un'audace novità tonificante» ma che «con la sua iperattività e i suoi spericolati esperimenti strutturali [...] il risultato è un vuoto emotivo».
La rivista britannica Empire ha compilato una classifica dei 100 migliori film del cinema straniero (100 Best Films Of World Cinema) posizionando Lola corre all'86º posto.

## Riconoscimenti
- 1998 - Mostra internazionale d'arte cinematografica di Venezia
  - Candidatura al Leone d'oro al miglior film
- 1998 - European Film Awards
  - Candidatura al miglior film a Stefan Arndt
- 1999 - Deutscher Filmpreis
  - Migliore fotografia a Frank Griebe
  - Miglior regia a Tom Tykwer
  - Miglior montaggio a Mathilde Bonnefoy
  - Miglior attore non protagonista a Herbert Knaup
  - Miglior attrice non protagonista a Nina Petri
  - Outstanding Feature Film al team X-Filme
  - Premio del pubblico Film tedesco dell'anno
- 1998 - Bambi Awards
  - Miglior attrice a Franka Potente
- 1998 - Bogey Awards
  - Bogey Awards
- 1999 - Bavarian Film Award
  - Migliore produzione
- 1999 - Ernst Lubitsch Award
  - Miglior regia
- 1999 - Golden Trailer Award
  - Migliore colonna sonora 1999
- 1999 - Golden Space Needle Award
  - Miglior film
- 1999 - Preis der deutschen Filmkritik
  - Miglior film a Tom Tykwer
- 1999 - International Biennal for Film Music
  - Premio Speciale German Phono Academy a Franka Potente e Thomas D
- 1999 - Sundance Film Festival
  - Premio del pubblico come miglior film straniero a Tom Tykwer
- 2000 - Chlotrudis Awards
  - Miglior fotografia a Frank Griebe
  - Candidatura come migliore attrice a Franka Potente
  - Candidatura come miglior regia a Tom Tykwer
- 2000 - Brothers Manaki International Film Festival
  - Premio speciale della giuria
- 2000 - Independent Spirit Awards
  - Miglior film straniero a Tom Tykwer
- 2000 - Kansas City Film Critics Circle Awards
  - Miglior film straniero a Tom Tykwer
- 2000 - Dallas-Fort Worth Film Critics Association
  - Miglior film straniero
- 2000 - Florida Film Critics Circle
  - Miglior film straniero
- 2000 - Online Film Critics Society
  - Miglior film straniero
  - Miglior montaggio
- 2000 - Southeastern Film Critics Association
  - Miglior film straniero

## Remake
È del 2000 Ransom Express (Miu meng ji tiu), diretto da Chi Wai Laam, remake di Hong Kong ambientato a Kuala Lumpur, in Malaysia, che vanta la partecipazione della star di Hong Kong Anthony Wong Chau-sang. La riproduzione fedele del ritmo e del montaggio di Lola corre è accompagnata da una trama rimasta pressoché invariata: Simon Fish è un piccolo delinquente affiliato alla Triade al quale è stato affidato il compito di recapitare un anello a un compratore e tornare con i soldi. Lo scambio avviene senza problemi ma, mentre Simon è in un bagno pubblico, qualcuno gli ruba il denaro. Minacciato dal suo capo, Simon telefona a Ruby, la sua fidanzata, che ha 90 minuti per trovare i 360.000 $ che il ragazzo deve consegnare prima che il suo boss l'uccida. Ruby inizia una corsa frenetica per le strade di Kuala Lumpur, sperando in un aiuto del padre direttore di banca o dell'ex-fidanzato.
Nel 2009 è invece uscito And then Came Lola, diretto da Ellen Seidler e Megan Siler, remake statunitense dalla tematica LGBT dove la storia di Lola corre viene reinterpretata in chiave lesbo mantenendo l'intervento dell'animazione, affidato all'animatrice statunitense Jeanette Atwood: Lola, una fotografa tanto capace quanto distratta, rischia di perdere tutto se non arriva in tempo all'incontro della sua ragazza con una datrice di lavoro che tenta di sedurla; davanti a tre uniche soluzioni Lola corre, stavolta, per le strade colorate di San Francisco.

## Influenza culturale
Assurto a film di culto, Lola corre nel mondo del cinema indipendente è stato oggetto di parodia in diversi cortometraggi, come l'australiano Roll Lola Roll ("Rotola Lola rotola", 2000), regia di Kelly West, dove una "corpulenta" Lola, intenta a mangiare un hot dog su una collina, ha 20 secondi per salvare il suo pranzo rotolando in discesa per recuperare il würstel che è schizzato via dal suo panino, proiettato in diversi festival e vincitore del 2º premio per il miglior cortometraggio al Brisbane International Film Festival del 2000, e nel tedesco Lilli rennt ("Lilli corre", 1999, riedito nel 2006), regia di Jan Braband, dove la rossa Lilli (interpretata da un uomo, Bernd Gleiter) corre disperatamente per trovare 100 000 marchi prima che il fidanzato Munni rapini la "Bolle Bank", facendo una serie di improbabili incontri.

### Il furto intellettuale del sindaco di Berlino

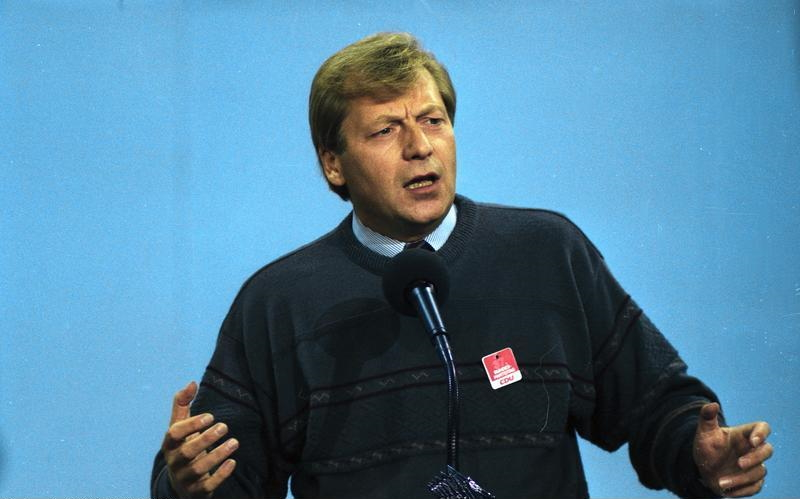
Eberhard Diepgen

Durante la campagna elettorale per le elezioni amministrative tedesche dell'ottobre del 1999 il già due volte sindaco di Berlino Eberhard Diepgen (CDU) sfruttò, consigliato dall'esperto di marketing Axel Wallrabenstein, il successo di Lola corre per lanciare la sua terza candidatura, appropriandosi della grafica dei poster pubblicitari del film per i propri manifesti elettorali: già a dicembre del 1998 comparvero in tutta Berlino 600 manifesti riportanti lo slogan «Diepgen Rennt» («Diepgen corre»).
Tykwer agì legalmente nei suoi confronti, dichiarando in più occasioni di trovare Diepgen «disgustoso», infastidito perché «nessuno ha chiesto nulla».
L'8 gennaio 1999 il tribunale distrettuale di Berlino vieta alla CDU di utilizzare i concept del materiale pubblicitario del film per la propaganda elettorale, quindi i manifesti furono rimossi e non furono più distribuiti i volantini rappresentanti la medesima immagine. Il merito della vittoria che poi Diepgen ottenne alle elezioni viene spesso attribuita all'associazione con l'immagine di innovazione di Lola corre che nonostante l'indignazione del regista si era radicata nei berlinesi.
A giugno dello stesso anno, alla cerimonia dei German Film Awards, il premio per la miglior regia a Tom Tykwer per Lola corre fu consegnato proprio da Eberhard Diepgen, preceduto da un breve filmato che sdrammatizzava la faccenda, mostrando il sindaco correre con la statuetta in mano per strada e nel backstage fino a giungere sul palco per consegnarla al regista.